# Кочемский сельсовет
Кочемский сельсовет — упразднённая административно-территориальная единица, существовавшая на территории Московской губернии и Московской области в 1927—1951 годах.
Кочемский сельсовет был образован в 1927 году в составе Лелечевской волости Егорьевского уезда Московской губернии путём выделения из Харинского с/с.
В 1929 году Кочемский с/с был отнесён к Егорьевскому району Орехово-Зуевского округа Московской области. При этом к нему был присоединён Харинский с/с.
28 декабря 1951 года Кочемский с/с был упразднён. При этом его территория была передана в Лелечевский сельсовет.